# Северноамерички куп нација
Северноамерички куп нација (енгл. North American Nations Cup; или НАФЦ шампионат, енгл. NAFC Championship) су били фудбалски турнири удружења за тимове на подручју Северне Америке.
Првенство НАФЦ-а је организовала 1947. и 1949. године Северноамеричка фудбалска конфедерација. У оба издања турнира учествовали су Куба, Мексико и Сједињене Државе. Северноамеричка фудбалска конфедерација (НАФЦ) се спојио са Фудбалска конфедерација Централне Америке и Кариба и формирао Конкакаф 1961. године.
После 41 године одсуства, у организацији Северноамеричке фудбалске уније одржано је још једно првенство Северне Америке. Куп нација Северне Америке су 1990. и 1991. године одржане у Канади, Мексику и Сједињеним Државама пре увођења Златног купа Конкакафа.

## Шампионати
| Година       | Домаћин | Шампион   | Другопласирани     | Треће место        |
| ------------ | ------- | --------- | ------------------ | ------------------ |
| 1947. Детаљи | Куба    | · Мексико | · Куба             | · Сједињене Државе |
| 1949. Детаљи | Мексико | · Мексико | · Сједињене Државе | · Куба             |
|              |         |           |                    |                    |
| 1990. Детаљи | Канада  | · Канада  | · Мексико          | · Сједињене Државе |
| 1991. Детаљи | САД     | · Мексико | · Сједињене Државе | · Канада           |

### Хет трик
Хет трик се постиже када исти играч постигне три или више голова у једној утакмици. Наведено хронолошким редом.
| Низ | Играч             | Број голова | Вреемена      | Играо за | Крајњи рез. | Противник        | Такмичење | Фаза        | Датум               |
| --- | ----------------- | ----------- | ------------- | -------- | ----------- | ---------------- | --------- | ----------- | ------------------- |
| 1.  | Адалберто Лопез   | 3           | 3', 35', 85'  | Мексико  | 5 : 0       | Сједињене Државе | 1947.     | Групна фаза | 13. јул 1947.       |
| 2.  | Луис де ла Фуенте | 3           | 37', 55', 58' | Мексико  | 6 : 0       | Сједињене Државе | 1949.     | Групна фаза | 4. септембар 1949.  |
| 3.  | Хорацио Касарин   | 3           | 23', 41', 76' | Мексико  | 6 : 2       | Сједињене Државе | 1949.     | Групна фаза | 18. септембар 1949. |